# Purplexed
Purplexed är ett musikalbum av Deep Purple som släpptes 1998, samma år som studioalbumet Abandon. Skivan innehåller både live- och studiolåtar, hämtade från tidigare album.

## Låtlista
1. "Highway Star" - 6:48 (live)
2. "The Battle Rages On" - 5:58
3. "King of Dreams" - 5:29
4. "Speed King" - 7:36 (live)
5. "The Aviator" - 5:22
6. "Love Conquers All" - 3:48
7. "Anya" - 6:34
8. "Loosen My Strings" - 6:01
9. "Solitaire" - 4:43
10. "Child in Time" - 10:44 (live)
11. "Smoke on the Water" - 9:50 (live)